# Chiesa di San Michele Arcangelo (Trivignano Udinese)
La chiesa di San Michele Arcangelo è una piccola chiesa campestre che si trova appena fuori Trivignano Udinese, in provincia ed arcidiocesi di Udine.

## Storia
Notizie documentarie fanno risalire l'edificio originario al XIV secolo.

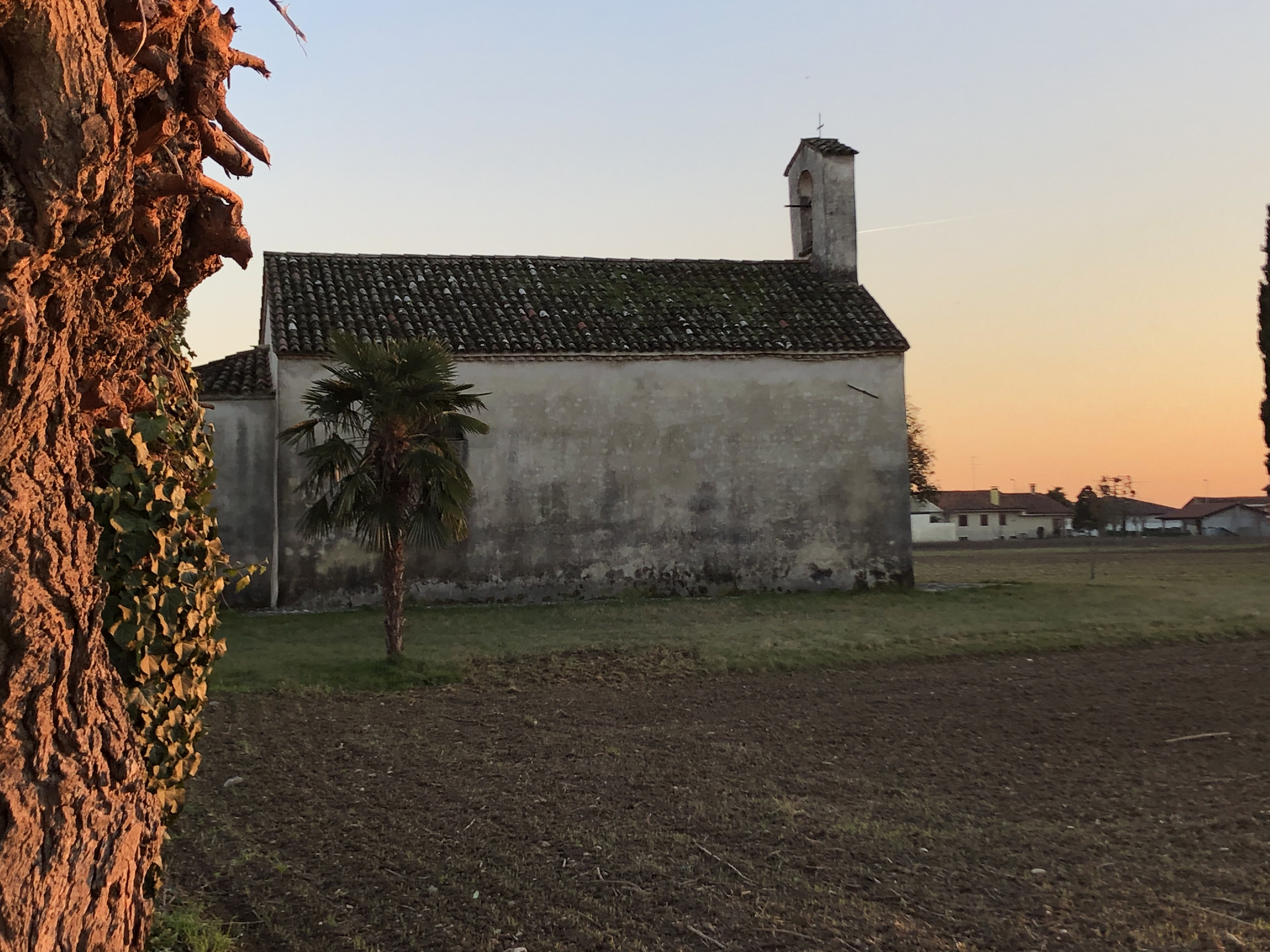
Fianco destro della chiesa

La costruzione presenta un'area rettangolare con travature a vista e abside semicircolare irregolare. Sul colmo della facciata è posta una monofora campanaria con arco a tutto sesto; la porta, anch'essa a tutto sesto, è affiancata da due finestre rettangolari incorniciate in pietra; sui fianchi due lunette aperte in epoca successiva alla costruzione.
Sotto la gronda corre un motivo decorativo di mattoni a spigolo. Sul fianco sinistro della chiesa e nei terreni adiacenti sono stati individuati i resti di un insediamento antico che potrebbe risalire all'epoca romana: vi sono mattoni, tegoloni, embrici e frammenti di ceramica comune e grezza. L'area di produzione di questi laterizi è stata probabilmente identificata  in direzione di Melarolo; si tratta di una villa rustica con parte residenziale e adiacenze destinate ad attività vitivinicole e agricole.